# Lena Sandin
Lena Sandin, född 8 juni 1961 i Sverige, är en före detta professionell tennisspelare.

## Biografi
Sandin vann damernas juniorsingel i 1979 French Open, genom vinst i finalen mot Mary-Lou Piatek.
Hon representerade Sverige genom Svenska Fed Cup-laget totalt sex tiers från 1979. Hon var även med vid kvartsfinalförlusten mot Australien 1980, där hon gav Sverige en flygande start genom att vinna över Dianne Fromholtz.
I 1980 US Open vann hon ett set mot världstvåan Martina Navratilova, men förlorade första omgången.
Hon vann en WTA dubbel-titel i Hamburg 1982, där hennes partner var Elisabeth Ekblom.

## WTA Tour final

### Dubbel (1-0)
| Result | Date       | Tournament            | Tier | Surface | Partner          | Opponents                         | Score    |
| ------ | ---------- | --------------------- | ---- | ------- | ---------------- | --------------------------------- | -------- |
| Vinst  | Juli, 1982 | Hamburg, Västtyskland | 1    | Grus    | Elisabeth Ekblom | Patricia Medrado Cláudia Monteiro | 7–6, 6–3 |